# آیش‌شتتن ام کایزرشتول
آیشیتتن ام کایزرشتوهل (به آلمانی: Eichstetten am Kaiserstuhl) یک شهر در آلمان است که در برایگاو-هخشوارتسوالد واقع شده‌است. آیشیتتن ام کایزرشتوهل ۳٬۲۸۵ نفر جمعیت دارد.

## خواهرخوانده
شهر Saint-André خواهرخواندهٔ آیشیتتن ام کایزرشتوهل هست.